# Линейни кораби тип „Норт Каролина“
Норт Каролина (на английски: North Carolina, „Северна Каролина“) са серия линейни кораби на САЩ. Това са първите американски линкори, построени след края на действието на Вашингтонския договор. Всичко от проекта са построени два кораба – „Норт Каролина“ (на английски: USS North Carolina (BB-55)) и „Вашингтон“ (на английски: USS Washington (BB-56)).
Линкорите са проектирани в рамките на ограниченията на Лондонското съглашение от 1936 година – максимален калибър на оръдията 356 мм, водоизместимост 35 000 дълги тона. Първоначалният проект предполага въоръжение от дванадесет 356-мм оръдия. Япония не се присъединява към финалния протокол на Лондонското съглашение, след което договорното ограничение на калибъра е увеличено до 406 мм. На това основание в проекта са внесени изменения и въоръжението е изменено на девет 406-мм оръдия. Нивото на бронирането си остава съответстващо за противодействие на 356-мм снаряди.
Линкорите получават мощна батарея от двадесет 127-мм оръдия. В годините на войната неудачните 28-мм зенитни автомати са заменени с 40-мм „Бофорси“ и 20-мм „Ерликони“. В Тихия океан основната ударна сила стават самолетоносачите. За това, благодарение на добрата си защитеност и мощната зенитна артилерия, американските линкори по-често са привличани към задачи по подсигуряването на ПВО на авионосните съединения, отколкото за боеве срещу японските артилерийски кораби. Към края на войната линкорите се привличат към обстрели на брегови цели.
Двата линкора често се използват в многобройните бойни операции в Тихия океан. Преминават през цялата Втора световна война, получавайки всеки от тях по повече от десет бойни звезди. След войната са извадени в резерва. „Вашингтон“ е отписан от флота и разкомплектован за метал, а „Норт Керолайн“ е превърнат в кораб музей на мемориала в Уилмингтън.

## История на проекта
Вашингтонският договор от 1922 година съществено ограничава ръста на военноморските въоръжения. Според условията на договора стандартната водоизместимост на новите линкори се ограничава до 35 000 дълги тона, а главният калибър се ограничава до 406 мм. Обявена е „линкорна ваканция“ – водещите световни държави – Великобритания, САЩ и Япония получават възможност да построят нови такива кораби не по-рано от 1930 г. Ограничават се общия тонаж флотовете и броя на линкорите с 406-мм оръдия. В обмен на възможността за Великобритания да построи „HMS Rodney“ и „HMS Nelson“. Япония получава правото да дострои „Нагато“ и „Муцу“, а САЩ трите линкора от типа „Колорадо“. Япония трябва да се откаже от амбициозната си програма за построяването на линеен флот „8×8“, а САЩ пускат за скрап строящите се дредноути от типа „Саут Дакота“ – със стандартна водоизместимост 43 900 т, главен калибър 12×406 мм/50, скорост 23 възела, брониране на борда 343 мм.
Лондонското съглашение от 1930 година продължава „линкорната ваканция“ до 31 декември 1936 г., за това Генералният съвет на флота (на английски: General Board of the United States Navy) започва проектните изследвания за бързоходните си линкори по програмата за 1937 г. едва през май 1935 г. На 11 юли е поръчана разработката на три проекта за бързоходни линкори – А, В и С. В изискванията към тях се съдържат батарея от 127-мм универсални оръдия, 30-възлова максимална скорост и далечина на плаване от 15 000 мили при скорост от 15 възела. Противоторпедната защита трябва да е разчетена да се противопостави на взрив от 317 кг (700 фунта) ТНТ. При това е направен компромис с изискванията – контрактната си скорост корабите трябва да могат да развият при половин запас гориво, а не с пълен, както е при предходните линкори.
|  |

При схема А трите триоръдейни кули са разположени на носа, в схемите В и С кулите се разполагат по линейно-терасовидната схема – по две на носа и кърмата. Във варианта В това са 356-мм триоръдейни установки, във варианта С – двуоръдейни с калибър 406 мм. Разглеждани са варианти с турбоелектрическо задвижване или едно- и двустепенни турбозъбчати агрегати. Но, поради ограниченията за теглото, се отказват от по-тежкия турбоелектрически вариант. За увеличаване на живучестта машинната установка е разположена ешелонирано. Проектът А е по-лекоброниран – пояс 292 мм, палуба 114 мм. За вариантите В и С – борд 336,5 мм, палуба 133 мм. При противостояние на американския 356-мм 634-кг снаряд за първия това дава зона на свободно маневриране (ЗСМ) 22 – 27 хил. ярда (20,1 – 24,7 км), а за вторите – 19 и 30 хил. ярда (17,3 – 27,4 км). Защитата от 406-мм снаряди изисква като минимум 419-мм пояс и 157,5-мм палуба, което е невъзможно да се реализира в договорната водоизместимост. Но след приемането на въоръжение на по-тежкия 680-кг 356-мм снаряд е направено преизчисляване на защитата спрямо него при съблюдаване на същата ЗСМ, това води до вариантите А1, В1 и С1. Само вариантът А се вписва в договорния лимит водоизместимост 35 000 д. т. Вариантите В и С значително го превишават, това показва, че осигуряването на изискванията към стандартните за американски линкор въоръжение и брониране в комбинация с потребната скорост на хода е невъзможно. Генералният Съвет се обръща към военноморския колеж с молба за отговор на въпроса кой линкор да се избере – традиционният 23-възлов с мощно брониране и въоръжение от 406-мм оръдия или бързоходния по един от вариантите А, В или С.
| Проекти от 1934 г. | Проекти от 1934 г.                     | Проекти от 1934 г.          | Проекти от 1934 г. | Проекти от 1934 г.         | Проекти от 1934 г. | Проекти от 1934 г. | Проекти от 1934 г.                    |
| Проект             | Стандартна водоизместимост, дълги тона | Пълна водоизместимост, д. т | Дължина, м         | Въоръжение, Главен калибър | Пояс, мм           | Палуба, мм         | Мощност на ЕУ, к.с. (скорост, възела) |
| ------------------ | -------------------------------------- | --------------------------- | ------------------ | -------------------------- | ------------------ | ------------------ | ------------------------------------- |
| A                  | 32 450                                 | 35 615                      | 218                | 9×356-мм                   | 293                | 114                | 160 000 (30)                          |
| A1                 | 34 500                                 | 37 365                      | 218                | 9×356-мм                   | 343                | 114                | 166 500 (30)                          |
| B                  | 36 800                                 | 39 730                      | 218                | 12×356-мм                  | 336                | 133                | 180 000 (30,5)                        |
| B1                 | 39 550                                 | 41 930                      | 218                | 12×356-мм                  | 381                | 133                | 200 000 (30,5)                        |
| C                  | 36 500                                 | 39 430                      | 218                | 8×406-мм                   | 336                | 133                | 180 000 (30,5)                        |
| C1                 | 39 500                                 | 41 980                      | 218                | 8×406-мм                   | 381                | 133                | 200 000 (30,5)                        |

В това време, в отговор на опитите на британците да утвърдят с новото съглашение лимити за линкорите от 25 000 дълги тона с 305-мм оръдия американците разглеждат редица „отбранителни проекти“ – за линкори с малка водоизместимост. Всички те се получават прекалено слаби от гледна точка въоръжение и брониране и в най-добрия случай могат да разчитат само на възможността да избягат на противника. За това Бюрото по конструиране и ремонти на ВМС на САЩ (на английски: Bureau of Construction and Repair) (БКР) се връща към разработката на 35 000-т линкори.
| Отбранителни проекти | Отбранителни проекти             | Отбранителни проекти        | Отбранителни проекти | Отбранителни проекти | Отбранителни проекти | Отбранителни проекти | Отбранителни проекти                 |
| Проект               | Стандартна водоизместимост, д. т | Пълна водоизместимост, д. т | Дължина, м           | Въоръжение, ГК       | Пояс, мм             | Палуба, мм           | Мощност на ЕУ, к.с. (скорост, възли) |
| -------------------- | -------------------------------- | --------------------------- | -------------------- | -------------------- | -------------------- | -------------------- | ------------------------------------ |
| 1                    | 23 500                           | 24 033                      | 165                  | 8×305-мм             | 267                  | 82,5                 | 57 500 (23)                          |
| 3                    | 29 000                           | 31 300                      | 168                  | 8×305-мм             | 356                  | 133                  | 67 500 (23)                          |
| 4                    | 32 500                           | 34 985                      | 201                  | 8×305-мм             | 356                  | 133                  | 180 000 (30)                         |
| 5                    | 32 500                           | 34 985                      | 201                  | 6×356-мм             | 356                  | 133                  | 180 000 (30)                         |

През септември 1935 г. бюрото по конструиране представя пет нови варианта – D, E, F, G и H. В качеството на една от мерките за икономия е взето решение да се намали височината на бронепояса. Високия 5,33-м пояс е необходим като компенсация на намаляването на газенето при разходването на горивото. За него е решено да се ограничи до височина 4,72 м, а изменението на газенето да се компенсира със запълване на баластните цистерни със задбордна вода. Проектите D и E са наследници на разработките от 1933 – 1934 г. – 35 000-т линкори със скорост на хода 23 възела. G има ЗСМ против 356-мм снаряди от 22 до 27 хил. ярда и въоръжение от девет 356-мм. Вариантът H е най-предпочитан – със същото въоръжение и брониране, осигуряващо ЗСМ от 22 до 30 хил. ярда, но той не удовлетворява изискванията за скорост. Вариантите D и E са мощни кораби с 30-ти възлов ход, брониране, разчетено при ЗСМ спрямо 406-мм снаряди на дистанция 19 – 30 хил. ярда, и с въоръжение от 406-мм оръдия. Но тяхната стандартна водоизместимост надвишава 40 000 д. тона. Най-алтернативен е проектът F – хибрид с въоръжение от две четириоръдейни 356-мм кули на кърмата и 10 самолета и 3 катапулта в носовата част.
| Проекти от 1935 г. | Проекти от 1935 г.               | Проекти от 1935 г.          | Проекти от 1935 г. | Проекти от 1935 г. | Проекти от 1935 г. | Проекти от 1935 г. | Проекти от 1935 г.                   |
| Проект             | Стандартна водоизместимост, д. т | Пълна водоизместимост, д. т | Дължина, м         | Въоръжение, ГК     | Пояс, мм           | Палуба, мм         | Мощност на ЕУ, к.с. (скорост, възли) |
| ------------------ | -------------------------------- | --------------------------- | ------------------ | ------------------ | ------------------ | ------------------ | ------------------------------------ |
| D                  | 40 500                           | 43 730                      | 229                | 9×406-мм           | 432                | 158                | 184 000 (30,5)                       |
| E                  | 40 500                           | 43 730                      | 229                | 8×406-мм           | 432                | 158                | 184 000 (30,5)                       |
| F                  | 31 750                           | 34 082                      | 207                | 8×356-мм           | 343                | 114                | 160 000 (30)                         |
| G                  | 31 500                           | 33 950                      | 180                | 9×356-мм           | 343                | 114                | 65 000 (23)                          |
| H                  | 32 500                           | 34 750                      | 183                | 9×356-мм           | 381                | 133                | 65 100 (23)                          |

|  |

Става очевидно, че в 35 000 т водоизместимост може да се създаде или леко въоръжен и лекоброниран 30-възлов линкор, или по-бавен, но с по-адекватно брониране и водоизместимост. Следващите пет проекта J, J1, K, L и M, представени за разглеждане на 8 октомври 1935 г., стават опит за модернизация на проектите A, B и C. J и J1 стават последен опит да се впишат четири кули на ГК в 35 000-тонна водоизместимост, за сметка на намаляване на бронирането. Проектът J1 показва, че даже при намаляване на височината на пояса до 4 метра това води до намаляването на дебелината на бронята до неприемливата величина от 203 мм. За това нататък се разглеждат само варианти с три кули, а за съхраняването на броя от 12 оръдия на ГК започват разработката на четириоръдейна установка. Вариантът К е продължение на схемата А и има въоръжение от три триоръдейни 356-мм оръдия и брониране, осигуряващи ЗСМ против 356-мм снаряди на 19 – 30 хил. ярда. Вариантът L има въоръжение от три четириоръдейни установки, за сметка на отслабване на бронирането. Във вариантите К и L всички три кули се намират на носа. Вариантът М представлява модификация на варианта L с пренасянето на една от кулите на кърмата. За вариантите L и M се смята за доста вероятно да не се впишат лимита на договорната водоизместимост, за това за последваща работа се разглежда вариантът К.
| Проекти от 1935 г. | Проекти от 1935 г.               | Проекти от 1935 г.          | Проекти от 1935 г. | Проекти от 1935 г. | Проекти от 1935 г. | Проекти от 1935 г. | Проекти от 1935 г.                   |
| Проект             | Стандартна водоизместимост, д. т | Пълна водоизместимост, д. т | Дължина, м         | Въоръжение, ГК     | Пояс, мм           | Палуба, мм         | Мощност на ЕУ, к.с. (скорост, възли) |
| ------------------ | -------------------------------- | --------------------------- | ------------------ | ------------------ | ------------------ | ------------------ | ------------------------------------ |
| J                  | 37 383                           |                             | 216,4              | 12×356-мм          | 317,5              | 133,35             | 190 000 (30)                         |
| J1                 | 35 000                           |                             | 216,4              | 12×356-мм          | 203,2              | 133,35             | 170 000 (30)                         |
| K                  | 35 000                           |                             | 216,4              | 9×356-мм           | 381                | 133,35             | 170 000 (30,5)                       |
| L                  | 35 045                           |                             | 216,4              | 12×356-мм          | 317,5              | 114,3              | 170 000 (30)                         |

На 15 ноември 1935 г. са разгледани пет детайлни проекта, които получават обозначения с римски цифри – от I до V. Проектите I и II са развитие на проекта К. Последващите детайлни разчети на схемата I показват, че за да се влезе в лимита по водоизместимост дебелината на пояса ще трябва да се намали до 311 мм и възникват проблеми с разполагането на ЕУ с мощност от 165 000 к.с. в пределите на ПТЗ в кърмовата част. В проекта II, при пренасянето на едната кула назад, възникват проблеми с разполагането ѝ в кърмовата част, поради увеличените вече габарити. Водоизместимостта при това надхвърля пределните 35 000 т. За това при схема IIа дебелината на пояса също е намалена до 324 мм, а на палубата до 127 мм. При това е пожертвано и от дължината на цитаделата – 63,8% от дължината на корпуса против 68% при „Колорадо“. За съкращаване на дължината на паропроводите в тези проекти котлите са разместени в четири централни отделения, а турбинните са разположени по краищата. Заради това двете средни котелни отделения се налага да вдигнат нагоре, за да може да се прокара под тях на централната палуба на валовете, и те вече нямат над себе си противоосколъчна палуба.
В схема III е решено по-рационално да се преразпредели бронирането. Поясът получава наклон навън от 10°, което при осигуряването на близка граница на ЗСМ от 19 хил. ярда позволява да се намали неговата дебелина с 35 мм. Независимо от малко по-голямата височина (за да се съхрани същата височина на вертикалната проекция наклоненият пояс трябва да бъде по-широк от вертикалния) това икономисва 260 д. т, 240 д. т също се икономисват за сметка на използването на 5° наклон на барбетите. Още 66 д. т дава икономия по маса на корпуса при намаляване на междупалубните пространства със 76 мм. Наклоненият пояс създава още един проблем. Максималната ширина на американските линкори е лимитирана от Панамския канал. За това при продължаването на наклонения борд надолу се получава прекалено малка ширина на ПТЗ. За решаването на този проблем се стига до използването на були – това увеличава ширината на ПТЗ в сравнение с предходните проекти и запазва петте ПТП. Масата при това нараства с 200 д. т, които трябва да се икономисат от други места. Най-радикално е промяната на палубното брониране. Горната палуба получава брониране от 38 мм STS. Счита се, че такава палуба ще активира взривателите на бронебойните бомби и снаряди. Дебелината на главната бронева палуба е намалена. При това тя получава различна дебелина по ширина. Само 4-метровият най-близък към борда участък, където снаряда пада, без да се среща с горната палуба, е направен от плочи с дебелина 127 мм. Нататък дебелината намалява – на разстояние 3,3 м нейната дебелина е 114 мм, а в централната част намалява до 91,5 мм. Наклонените пояси, булите и горната бронирана палуба се използват след това при всички последващи проекти.
След отказ от изискването за авариен изход на кулата в кърмовата част, височината на пода на установката над палубата е значително намалена, което икономисва от барбетите 150 д. т. При схема IV е увеличена дължината на корпуса, в сравнение с предходните типове – от 710 до 725 фута (221 м). Изискваната мощност намалява с 10 000 к.с. и даже при ръста на масата на корпуса общата икономия съставлява 47 д. т. Но при това се влошава маневреността и подводната защита поради по-плитката ПТЗ. За това, като по-адекватен, е признат все пак по-късият, 216 м (710 фута), корпус.
Схема V е изпълнена с осем 406-мм/45 оръдия, за които продължава да настоява бюрото по въоръжения. За сметка на снижаването на скоростта до 27 възела е подобрена защитата. Корпусът е най-късият от разглежданите. Тозит вариант има ЗСМ против 406-мм снаряди от 18 300 до 27 400 м, наистина цитаделата съставлява едва 61% от дължината на кораба. През декември 1935 г. са разгледани варианти с две триоръдейни кули на носа и една двуоръдейна на кърмата и с две четириоръдейни кули в краищата. Независимо от недостатъчната защита, на 3 януари 1936 г., за последващо разработване, от генералния съвет е избран варианта IV.
| Проект | Дата       | Стандартна водоизместимост, д. т | Пълна водоизместимост, д. т | Дължина, м | Въоръжение, ГК | Пояс, мм (ъгъл на наклона) | Палуба, мм | Мощност на ЕУ, к.с. (скорост, възли) |
| ------ | ---------- | -------------------------------- | --------------------------- | ---------- | -------------- | -------------------------- | ---------- | ------------------------------------ |
| I      | 15.11.1935 | 35 000                           | 42 050                      | 216,7      | 9×356-мм       | 311                        | 133        | 165 000 (30)                         |
| II     | 15.11.1935 | 35 743                           | 42 050                      | 216,7      | 9×356-мм       | 356                        | 133        | 165 000 (30)                         |
| II-A   | 15.11.1935 | 35 000                           | 42 050                      | 216,7      | 9×356-мм       | 324                        | 127        | 165 000 (30)                         |
| III    | 15.11.1935 | 35 000                           | 42 050                      | 216,7      | 9×356-мм       | 308(10°)                   | 91,5 – 127 | 165 000 (30)                         |
| IV     | 15.11.1935 | 35 000                           | 42 050                      | 221        | 9×356-мм       | 308(10°)                   | 91,5 – 127 | 165 000 (30)                         |
| IV-A   | 10.04.1936 | 35 000                           | 42 050                      | 221        | 9×356-мм       | 308(10°)                   | 104 – 140  | 165 000 (30)                         |
| IV-B   | 10.04.1936 | 35 000                           | 42 044                      | 221        | 9×356-мм       | 308(10°)                   | 104 – 140  | 155 000 (30)                         |
| IV-C   | 10.04.1936 | 35 000                           | 42 050                      | 221        | 9×356-мм       | 308(10°)                   | 104 – 140  | 155 000 (30)                         |
| V      | 15.11.1935 | 35 000                           | 41 922                      | 221        | 8×406-мм       | 394                        | 160        | 130 000 (27)                         |

На 25 март 1936 г. е подписано Лондонското съглашение, което води до разглеждането на последващи проекти само с 356-мм оръдия.
|  |

Уточнени са изискванията. Скорост 30 възела, далечина 15 000 мили на 15 възела, ЗСМ от новите 356-мм снаряди 17 400 м – 27 400 м, 16 127-мм оръдия, два четирицевни 28-мм автомата и осем 12,7 мм картечници. През март 1936 г. броя на 127-мм стволове е увеличен до 20. Във вариантите VIA и VIB пак се връщат към разполагането на оръдията на главния калибър по линейно-терасовидната схема в четири двуоръдейни кули. Също се разглежда „традиционния“ линкор от схемата VII с 4х3х356 мм и скорост 22 възела и „междинния“ по схемата VIII с десет 356-мм оръдия. Но основните усилия са съсредоточени в разглеждането на 30-възловите варианти IVA – IVС. Неприятна изненада става голямата пробивна способност на стария 356-мм снаряд по палубната броня – по-бавният снаряд пада под голям ъгъл. За това, независимо от увеличаването на дебелините на палубите, далечната граница на зоната на неуязвимост остава без промяна. Основният проблем е необходимостта да се влезе в ограниченията по тегло при и така вече плътната изходна компоновка. Схемата VIA остава с шест 127-мм двустволки. А за поставянето на допълнителните 127-мм оръдия се налага да се откажат от поставянето на 28-мм автомати. В схемата IVВ 127-мм оръдия са разположени в осем двуцевки, а в схемата IVС – в шест двустволки и осем единични установки. В последната, наистина, за компенсация на нарасналото тегло боезапасът на ствол за установките е намален от 500 до 450 изстрела. Още едно нововъведение става плавният скос на корпуса в мястото на прехода на полубака към шканците. За сметка на намаляването на височината на борда в кърмовата част с една палуба съществено се намалява масата на корпуса.
| Проект | Дата       | Стандартна водоизместимост, д. т | Пълна водоизместимост, д. т | Дължина, м | Въоръжение, ГК | Пояс, мм (ъгъл на наклона) | Палуба, мм | Мощност на ЕУ, к.с. (скорост, възли) |
| ------ | ---------- | -------------------------------- | --------------------------- | ---------- | -------------- | -------------------------- | ---------- | ------------------------------------ |
| VI-A   | 10.04.1936 | 35 000                           |                             | 221        | 8×356-мм       | 251(10°)                   | 104 – 140  | 155 000 (30)                         |
| VI-B   | 10.04.1936 | 35 000                           |                             | 211        | 8×356-мм       | 339(10°)                   | 104 – 140  | 116 000 (26,5)                       |
| VII    | 10.04.1936 | 35 000                           |                             | 195        | 12×356-мм      | 308(10°)                   | 104 – 140  | 50 000 (22)                          |
| VIII   | 10.04.1936 | 35 000                           |                             | 211        | 10×356-мм      | 308(10°)                   | 104 – 140  | 116 000 (26,5)                       |

Бюрото по конструиране се жалва за това, че от него се иска да се направи еквивалент на британския „Худ“ с водоизместимост 5 – 6 хиляди тона по-малко. При опитите да се подсигури такава икономия на тегло в проектите IXA, В и С са използвани четириоръдейни кули – по една във всеки край. В проекта IXС успяват даже да доведат количеството на 127-мм оръдия до 20. В проекта IXD, за сметка на отказ на някои места от противоосколъчната палуба и намаляване на боезапаса на спомагателната артилерия, е увеличена дебелината на главната палуба. В проекта IXE двете четириоръдейни кули са разположени в носовата част, което води до ръст на теглото на барбета на високата кула. Всички тези проекти са 30-възлови с дължина на корпуса 725 фута. И макар според изчисленията те да се вписват в отведения лимит водоизместимост, всички те са признати за неудовлетворителни.
Съветът на флота решава да снижи своите изисквания за скорост, и към 15 май са подготвени ред проекти със скорост 27 възела и с подобрено брониране. Мощността на механизмите и дължината на корпуса са намалени. В схема XA, с цената на намаляването на скоростта до 26,8 възела, броя на оръдията на ГК е доведен до десет. В схемата с три триоръдейни кули едната носова е заменена с четириоръдейна. Схемата XIA става нейно развитие. За достигането на 27 възлова скорост дължината на корпуса нараства до 706 фута, но поради това дебелината на пояса пада от 366 до 320 мм. Схемите ХВ и XIB са с три триоръдейни кули. В схема XII, за сметка на снижаване на скоростта до 26,6 възела, е увеличено бронирането.
Бронирането на проекта XII е признато за удачно и нататък продължават търсенията на път за увеличаване на скоростта. В схемите XII и XIV се връщат към дължина на корпуса от 725 фута. При мощност на механизмите от 123 000 к.с. това дава скорост от 28,5 възела. При тези проекти се отказват от изискването за възможност за стрелба на носовата кула при нулев ъгъл на възвишение. Това дава икономия на тегло за сметка на намаляването на височината на барбетите за носовата група кули и бойната рубка. Проектът XIII е с три триоръдейни кули. В схема XIV, след отказ от кърмовия директор и бойната рубка, е добавено десето оръдие. В схемата XIIIА, за сметка на отказ от кърмовата бойна рубка, мощността е доведена до 150 000 к.с., което значи скорост от 30 възела. В схемата XIIIB към горната „противобомбова“ палуба е добавена 12,7 мм дебелина на бронята.
| Проект | Дата       | Стандартна водоизместимост, т | Пълна водоизместимост, т | Дължина, м | Въоръжение, ГК | Пояс, мм (ъгъл на наклона) | Палуба, мм | Мощност на ЕУ, к.с. (скорост, възли) |
| ------ | ---------- | ----------------------------- | ------------------------ | ---------- | -------------- | -------------------------- | ---------- | ------------------------------------ |
| IX-A   | 06.05.1936 | 35 000                        |                          | 221        | 8×356-мм       | 308(10°)                   | 104 – 140  | 155 000 (30)                         |
| IX-B   | 06.05.1936 | 35 000                        |                          | 221        | 8×356-мм       | 339(10°)                   | 104 – 140  | 155 000 (30)                         |
| IX-C   | 06.05.1936 | 35 000                        |                          | 221        | 8×356-мм       | 339(10°)                   | 104 – 140  | 155 000 (30)                         |
| IX-D   |            | 35 000                        |                          | 221        | 8×356-мм       | 333(10°)                   | 127 – 140  | 155 000 (30)                         |
| IX-E   | 19.05.1936 | 35 000                        |                          | 221        | 8×356-мм       | 333(10°)                   | 127 – 140  | 155 000 (30)                         |
| X-A    | 29.05.1936 | 35 000                        |                          | 211        | 10×356-мм      | 333(10°)                   | 146        | 112 500 (26,8)                       |
| X-B    |            | 35 000                        |                          | 211        | 9×356-мм       | 339(10°)                   | 146        | 116 000 (27)                         |
| XI-A   |            | 35 000                        |                          | 215,6      | 10×356-мм      | 320(10°)                   | 146        | 112 500 (27)                         |
| XI-B   |            | 35 000                        |                          | 215,6      | 9×356-мм       | 320(10°)                   | 146        | 122 000 (27,5)                       |
| XII    |            | 35 000                        |                          | 205,6      | 9×356-мм       | 375(10°)                   | 124 – 140  | 112 500 (26,6)                       |
| XIII   | 29.05.1936 | 35 000                        |                          | 221        | 9×356-мм       | 330(10°)                   | 124 – 140  | 123 000 (28,5)                       |
| XIII-A |            | 35 000                        |                          | 221        | 9×356-мм       | 330(10°)                   | 124 – 140  | 150 000 (30)                         |
| XIII-B |            | 35 000                        |                          | 221        | 9×356-мм       | 330(10°)                   | 124 – 140  | 123 000 (28,5)                       |
| XIV    | 29.05.1936 | 35 000                        |                          | 221        | 10×356-мм      |                            |            | 123 000 (28,5)                       |

Подготвен е проект с 226 м (740 футов) корпус и 11 356-мм оръдия – две четириоръдейни кули по краищата и една триоръдейна издигната. При мощност от 123 000 к.с. това дава скорост от 29 възела. Но проектът е признат за непрактичен, макар работите по него да се използват в следващата схема. В серията проекти от групата XV са разгледани варианти с 9, 10 и 12 оръдия. След тяхното разглеждане съветът на флота започва да клони в ползата на избор на по-бавен линкор с 11 или 12 оръдия. Бюрото по конструиране получава задачата да доработи схемите XV и XVE. При тях се изисква 450-тонен запас от водоизместимост да се използва за усилване на бронирането. В проектното задание са заложени следните параметри: скорост 28,5 възела, въоръжение от 11 356-мм и 16 127-мм оръдия, зона на неуязвимост от 17 400 до 27 400 м (по погребите 30 200 м). Снижава се нормите за боезапаса – 900 356-мм и 6800 127-мм снаряда, и се отказват от 28 мм автомати. При това за задължително е обявено наличието на „противобомбова“ палуба и достигането на контрактната скорост при пълна водоизместимост.
В проекта XVE дължината на корпуса е съкратена до 217,6 м, а скоростта пада до 27 възела, както е на схемата XV. Снижение на нивото на защита не е разглеждано, тъй като се проявяват две неприятни обстоятелства. Първо изпитанията на модели показват, че при скорости от 20 – 27 възела се образува система от вълни, които оголват подводния участък на бронепояса в района на погребите. Също така изследвания на бюрото по въоръжения показват, че най-голямата заплаха на далечини на боя 18 300 – 27 400 м представляват „гмуркащите“ се снаряди. Опита да се добави по-нисък пояс в района на погребите води до снижаване на еластичността на ПТП и влошаване на нейните характеристики. Към това бюрото по въоръжения счита за прекалено оптимистични оценките за ефективността на „противобомбовата“ палуба. И рязко възразява против снижаването при носовата траверса, както и за пояса, на дебелината в подводните им части. Бюрото счита, че небронираната носова част много по-лошо забавя снаряда, отколкото водата.
Всичките изменения силно се ограничават от прекалено плътната компоновка на изходния проект. Увеличаването на дълбочината на пояса в района на погребите изисква 490 д. т, поставянето на долен 76-мм пояс изисква вече 787 д. т. Също е необходимо да се намерят 340 д. т за усилването на главната палуба. За икономия на тегло снижаването на дебелината на противоосколъчната палуба под 16 мм е невъзможно, за това, че тя играе важна роля за здравината на корпуса, тъй като се включва в силовия набор. Към това бюрото по въоръжения настоява за връщане на кърмовата бойна рубка, тъй като нейната липса икономисва само 50 д. т. Инженерното бюро на ВМС на САЩ (на английски: Bureau of Steam Engineering) предлага да се използват 6 котела, което дава икономия по дължина на машинната установка от 1,8 м и икономия на тегло от 100 д. т. Но заради по-удобната експлоатация всички клонят към избор на 8 котела. Резултиращият проект XVI има 12 356-мм оръдия в четириоръдейни кули, 16 127-мм оръдия – в шест двуоръдейни и четири еднооръдейни установки, скорост 27 възела, но дебелината на пояса съставлява само 285 мм.
|  |

Съветът на флота все пак счита за главна задачата за взаимодействие със самолетоносачите. За това в опит да се осигури 30 възлова скорост са разгледани ред модификации, където за сметка на намаляването на броя на 356-мм оръдия се увеличава дебелината на бронирането. Вариантът XVIА носи 11 оръдия и 257-мм пояс, XVIВ – 10 оръдия и 343-мм пояс, а XVIС – 9 оръдия и 346-мм пояс. Съветът на флота счита за най-удачна схемата XVIС. Но против този варианта рязко възразява адмирал Ривз, основоположник на авионосната тактика на флота на САЩ и член на Генералния съвет на флота. Той счита, че 30 възела въпреки всичко пак са малко за взаимодействие със самолетоносачите, а въоръжението от 9 оръдия е неадекватно на високата стойност на новия линкор. Той убеждава адмирал Стендли, който изпълнява към този момент длъжността на секретар на флота, да подпише изменение на проектните изисквания за 12 оръдия и 27 възела. Към това могат да възникнат трудности с подписването от Япония на Лондонското съглашение от 1936 г., за това се очаква и отказ от ограниченията за калибър 356-мм. В изискванията допълнително е включена точка, която изисква да се обезпечи възможност за замяна на четириоръдейните 356-мм кули с триоръдейни 406-мм. Работите продължават над схемата XVI, с цел да се усили нейното брониране. Обликът на новия линкор започва да придобива окончателните си очертания.
| Проект | Дата       | Стандартна водоизместимост, д. т | Пълна водоизместимост, д. т | Дължина, м | Въоръжение, ГК | Пояс, мм (ъгъл на наклона) | Палуба, мм | Мощност на ЕУ, к.с. (скорост, възли) |
| ------ | ---------- | -------------------------------- | --------------------------- | ---------- | -------------- | -------------------------- | ---------- | ------------------------------------ |
| XV     | 02.06.1936 | 35 000                           | 42 044                      | 221        | 11×356-мм      |                            |            | 123 000 (28,45)                      |
| XV-A   |            | 35 000                           |                             | 221        | 9×356-мм       |                            |            | 150 000 (30)                         |
| XV-B   |            | 35 000                           |                             | 221        | 10×356-мм      |                            |            | 123 000 (28,45)                      |
| XV-C   |            | 35000                            |                             | 221        | 10×356-мм      |                            |            | 150 000 (30,05)                      |
| XV-D   |            | 35 000                           |                             | 221        | 10×356-мм      |                            |            | ? (29,2)                             |
| XV-E   | 19.06.1936 | 35 000                           |                             | 221        | 12×356-мм      |                            |            | ? (28,45)                            |
| XVI    | 20.08.1936 | 35 000                           |                             | 217,6      | 12×356-мм      | 285(10°)                   | 130 – 142  | ? (27)                               |
| XVI-A  |            | 35 000                           |                             |            | 11×356-мм      | 257(10°)                   | 130 – 142  | ? (30)                               |
| XVI-B  |            | 35 000                           |                             | 221        | 10×356-мм      | 343(10°)                   | 130 – 142  | ? (30)                               |
| XVI-C  |            | 35 000                           |                             | 221        | 9×356-мм       | 346(10°)                   | 130 – 142  | ? (30)                               |
| XVI-D  |            | 35 000                           |                             | 221        | 9×356-мм       | 325(10°)                   | 130 – 142  | ? (30)                               |

На 18 ноември 1936 г., на съвещание при главкома на ВМС (CNO), в окончателния проект е решено да се добавят още няколко изменения: близката зона на неуязвимост трябва да бъде разширена до 18 300 м, кула №2 да е висока, за да може да стреля над кула №1, броя на 127-мм оръдия трябва да бъде увеличен до 20. При това кула №2 може да се премести нататък към носа, за да се увеличи мястото за машинната установка. Считат, че при ограничената водоизместимост тези изменения може да се внесат без съществено намаляване на скоростта.
Обаче при „ударно“ решаване на тези изменения се получават 782 д. т допълнително тегло. В 712-футовия корпус това води до намаляване на силовата установка до 65 000 к.с. и падане на скоростта до 24 възела. При намаляването на дължината на корпуса до 702 фута, за сметка на по-ниското му тегло, мощността на силовата установка може да се увеличи до 87 000 к.с. Това позволява да се развие скорост от 25,25 възела. Но възникват съмнения за това, че силовата установка без проблеми ще се впише в корпуса. Във всички случаи метацентричната височина прекалено много намалява. Изискват се други решения.
Ъгълът на наклон на броневия пояса е изменен отначало от 10° до 13°. През есента на 1937 г. той е увеличен до 15°. Така близката граница на ЗСМ става равна на 20 000 ярда без чувствително увеличаване на теглото. Височината на пояса при това е минимална – 6 фута и 6 дюйма (2,24 м). Изхождат от това, че при замяната на изгореното гориво с баласт газенето няма намалява. Горната част на пояса е разчетена така, че той да не се потопява напълно под водата след крен при едно торпедно попадение. Долния ръб на пояса не трябва да се оголва в образуваната система вълни на ход от 27 възела. Дебелината на пояса, прикриващ погребите, е снижена до 51 мм. Броя на ПТП е ограничен до четири. При това течност запълва само две от кухините. Счита се, че ПТЗ трябва да издържи на три попадания с торпедо в един борд без загуба на устойчивост. През ноември 1936 г. е предложено да се премине към силова установка с високи параметри на парата – 1200 psi/950°F (81,7 атм./ 510°C). Броя на котлите намалява от 10 на осем. Сумарно това икономисва 8% или 250 д. т маса за силовата установка и дава икономия на разхода на гориво от 10% по сравнение с установката с параметри на парата 600 psi/700 °F (40,8 атм./ 371 °C). При температура на парата от 850 °F (454 °C) мощността от 115 000 к.с. може да се доведе до 130 000 к.с. при същата маса на силовата установка. Но в договора влиза доста по-реалистичната мощност от 121 000 к.с. Наистина, в сравнение с изходната схема XVI, е решено за увеличаването на бойната устойчивост, да се разположат във всеки от четирите отсека по един ТЗА и два котела. Поради това дължината на силовата установка нараства и димоходите се налага се свеждат не в един общ, а в два комина.
С цената на увеличаване на водоизместимостта с 88 д. т вместо четирите еднооръдейни са поставени четири двуоръдейни 127-мм установки, довеждайки общият им брой 20. Установките се разполагат във формата на буквата W – три отгоре и две отдолу. При това долните са небронирани. По-късно, заради унификацията им, все пак е решено и те да се бронират като горните, което коства допълнителни 117 д. т. Също така противоосколъчната палуба над погребите е увеличена до 51 мм.
Рузвелт е избран на вълната на пацифистски настроения, за това залагането на първите от 1921 година насам два нови линкора, №55 и 56, е пренесено от бюджета за 1937 към 1938 г. Залагането на „Норт Каролина“ се състои през октомври 1937 г. На 25 март 1937 г. става известно, че японците няма да подпишат лондонско съглашение от 1937 г., заради което ограниченията за калибъра падат. Основното изменение става заложената изходно замяна на 356-мм оръдия с 406-мм. Но в резултат на протакания секретарят на флота подписва препоръката за замяната едва на 15 юни, а при корабостроителя новите чертежи попадат вече след залагането на кила на „Норт Керолайн“.

## Конструкция

### Корпус
Корабите имат гладкопалубен корпус с подем към носа. Корпусът на новите линкори е набран по надлъжната схема, вместо напречната при предходните типове. Шпацията съставя 1,219 м. Надлъжната схема на набора води до по-дълбоки шпангоути. При това нараства и височината на междупалубните пространства – 2,52 м по диаметралната плоскост и 2,41 м при бордовете. В средната част на корпуса, за сметка на това, в кубриците се появява възможност да се поставят четириетажни койки. В носовата част междупалубните пространства, за сметка на подема на линията на борда, те нарастват още повече. И за това пред носовата кула на главния калибър, между горната и главната палуби, се появява допълнителна полупалуба, на която са разположени каютите на офицерите. Част от екипажа е разквартирувана в кубрици пред носовата траверса, на нивото на главната бронева и долната палуби.
Линкорите получават нова форма на корпуса в кърмовата част. Силовата установка е четиривинтова. Вътрешната двойка валове е зашита с килскегове, които са продължение на противоторпедните прегради. Скеговете изпълняват няколко функции. Явявайки се продължение на противоторпедните прегради, те служат като допълнителна защита на вътрешната двойка валове и кърмовите погреби на ГК, също така те са и допълнителна опора при докуване. Използването на скегове дава по-пълни обводи в кърмовата част, което осигурява по-голяма дълбочина на ПТЗ (от 11 до 15 фута) в района на кърмовите погреби. Но най-важното е, че те значително подобряват хидродинамичните характеристики на корпуса – пропулсивният коефициент нараства до 0,602 в сравнение с 0,595 при използването на традиционните обводи. И макар във финалния проект пропулсивния коефициент да съставлява 0,590, това все пак се смята за значително по-добре, отколкото при по-ранните типове скоростни кораби – за „Лексингтън“ той съставлява 0,565. Срещу вътрешната двойка винтове е поставена двойка балансирни рули с площ по 28,1 м². Рулите са разположени на 3 м от диаметралната плоскост и имат механични ъгли на завъртане по 36,5° на всяка страна. Опитите с модели показват, че такава схема за многовинтовите кораби позволява да се постигне по-добра обтекаемост и управляемост, подобна на едновинтовите кораби. При експлоатацията си корабите демонстрират добра маневреност – диаметърът на тактическа циркулация съставя 625 метра на скорост 27 възела. Схемата се показава като толкова удачна, че тя се използва и на последващите типове – „Саут Дакота“ и „Айова“. Но при излизането за ходови изпитания на току що построените кораби се констатира прекалено голяма надлъжна вибрация в кърмовата част. Тя е намалена до приемлива величина едва след укрепването на конструкциите на корпуса и механизмите и намаляването на диаметъра на винтовете.
Към момента на построяването им на борда на линкорите има следните лодки: по два 12,2-метрови моторни баркаса и катера, един 10,7-метров моторен гига, три 15,2-метрови моторни баркаса, два 8-метровых моторни велбота, 12,2-метрова баржа, два гребни 9,2-метрови велбота и два гребни 4,3-метрови яла, спасителни салове 12 за 60, 12 за 40 и 12 за 25 човека. По време на войната болшинството лодки са свалени, заменяйки ги със спасителни салове. Лодките се обслужват от два големи лодъчни крана, които се съхраняват до края на службата, независимо от намаляването на броя на лодките.
Според проекта щата за мирно време се състои от 108 офицера и 1772 други чина. Във военно време той се увеличава за сметка на резервисти, и росте в хода на войната с увеличаването на броя на зенитните автомати. През 1941 г. екипажът на „Вашингтон“ се състои от 99 офицера и 2035 други чина, а през 1945 г. – от 144 и 2195 съответно. След войната екипажите са намалени. През 1947 г. на „Вашингтон“ служат 146 офицера и 1843 нисши чина, а на „Норт Керолайн“ – 135 и 1639.

### Въоръжение
Главен калибър

В качеството на главен калибър първоначално е планирано поставянето на 12 от новите 356-мм оръдия Мк 11 в три четириоръдейни кули. Но след отмяната на договорните ограничения те са заменени с 9 406-мм 45-калибрени оръдия Mark 6 в три триоръдейни кули. Масата и габаритите на кулите са сходни, за това замяната им не води до големи проблеми.
При оръдията Мк 6 се използва картузно зареждане. По сравнение с 406-мм оръдие Мк 1, поставено на линкорите от типа „Мериленд“, Мк 6 е по-леко с 20 тона. Американските линкори се строят въз основа на концепцията за бой на големи дистанции, където снарядът с голяма вероятност поразява палубата, а не борда. За това за новите оръдия е разработен нов бронебоен 1225 кг снаряд с достатъчно ниската начална скорост от 701 м/с. Картузният заряд се състои от 6 картуза, вместо 5 при Мк 1. Стволът е лайниран, с диаметър при затвора 1168 мм и 597 мм при дулния срез. Затвора е люлеещ се, бутален, система „Уелин“, с отваряне надолу. Съществуват три основни модификации на оръдията. Започването на службата на линкорите е с Мк 6 мод 0 – със стъпка на нарезката 1 оборот на 50 калибра. Стъпката е намалена отначало на 32, а след това и до 25. Към април 1944 г. на всички линкори стоят Мк 6 мод 1, с нарезка 1 оборот на 25 калибра. За увеличаването на живучестта на ствола вътрешната им повърхност е хромирана на дължина 15 875 мм от дулния срез на дълбочина 13 мкм.
Триоръдейните кули имат дистанционно управление със силово задвижване. За хоризонталното насочване се използва 300-силен двигател, а за вертикалното – 60-силен. За механизма на досилателя се използва двигател с мощност 60 к.с., за снарядния подемник – 60 к.с. и 75 к.с. за зарядния подемник. Кулата има две кръгли платформи за подаването към тях преди поставянето на снарядите в подемниците, които имат задвижвания по 60 к.с. Оръдията се зареждат при постоянен ъгъл на възвишение от +5°. Ъгълът на възвишение на оръдията на долните кули съставлява от −2° до +45°, за издигнатата – от −0° до +45°. Всяко оръдие има собствен подемник. Боезапасът на оръдие съставлява по 100 снаряда. Снарядите се съхраняват вертикално на две палуби в неподвижната част на кулата и с помощта на система от тали и въжета се подават отначало на подвижните платформи, които могат да се въртят независимо от кулите. От платформите снарядът и беседката за шест заряда с помощта на верижен подемник се подават в бойното отделение. За намаляване на взривоопасността на непрекъсваемата система за подава подемниците са снабдени с пламенепроницаеми врати. Цикълът на стрелба съставлява 30 с.
Основата на боезапаса съставляват 1225-кг бронебойни снаряди. Снарядът има дължина 4,5 калибра, снабден е с бронебойно „макаровско“ калпаче с маса 10% от общата маса на снаряда. Взривния заряд от амониев пикрат съставлява 1,5% от масата на снаряда. Снарядът има дънен взривател с постоянна задръжка от 0,035 с. През октомври 1942 г., когато на дневен ред излиза задачата за стрелба по брега, в боезапаса са включени фугасните 862-кг снаряди със заряд 8% тринитротолуол с дънен и челен взриватели. Към края, когато основната задача на линкорите става стрелбата по брега, фугасните снаряди съставляват болшинството от боекомплекта.
Външното управление на кулите се осъществява с помощта на два директора Мк 38, снабдени с 8-метрови далекомери. Директорите са поставени на върховете на носовата и кърмовата надстройки. На всяка кула също има поставен далекомер с база 13,5 м.

### Брониране
Бронирането е изпълнено по традиционната „американска схема“ – добре защитена бронирана цитадела в централната част със слабо бронирани краища на кораба. Основата на броневата цитадела съставлява вертикален брониран пояс с дебелина 305 мм от круповска броня – клас А, според американската класификация. Той е наклонен под ъгъл 15°, има дължина 136 м и височина 5,5 м. При нормална водоизместимост примерно половината му влиза под водата. Подводната част на пояса постепенно изтънява до 168 мм. Поясът е закрепен върху 19-мм обшивка от стомана STS с бетонна подложка. Траверзите от броня клас А имат дебелина 282 мм и вървят от борд до борд. Под противоосколъчната палуба (3-а) кърмовата траверса е разположена между противоторпедните прегради. Носовата траверса се намира между ПТП под 1-а платформа и се спуска на една палуба под кърмовия. Две допълнителни 49-мм траверси прикриват отсеците на главната енергетична установка и спомагателните механизми. Те преминават под 3-а палуба зад втория и пред третия барбети на кулите на главния калибър. В района на погребите на кулите на главния калибър, също с наклон от 10° върви вътрешен пояс от броня клас В с дебелина 51 мм и удебеляване до 95 мм към краищата. Бордът над пояса е направен от стомана STS с дебелина 25 мм. На кърмата, зад пределите на цитаделата, отделението на рулевите машини е защитено от траверси броня клас А. Към носа – 378-мм стени от бордовете с дебелина 282 мм между ПТП, за сметка на което е намалена дълбочината на къмовия траверс на цитаделата. Към кърмовата част рулевите машини са прикрити от 282-мм траверс, разположен само между ПТП.
С най-мощна броня е защитена артилерията на главния калибър. Челото на кулите е прикрито от 406-мм плочи, разположени под ъгъл 30°. Страничните стени имат дебелина 249 мм, задната стена – 300 мм, покрива – 178 мм. Поставянето на челни 457-мм плочи е отменено поради невъзможност да се усвои тяхното производство в необходимия срок. Барбетите имат различна дебелина по височина и местоположение. Над бронепалубата (2-а палуба) предните (външни) части на барбетите имат дебелина 373 мм, вътрешните – 292 мм, страниците – 406 мм. Под 2-а палуба защитата се състои от два пръстена – 73-мм външен и 37-мм вътрешен. Под 3-а палуба има още един 37-мм пръстен. Установките и барбетите на ГК допълнително се защитават от екрани 49,5-мм плочи STS, които изтъняват до 36 мм на местата, прикрити от съседна установка. Екраните вървят между горната и главната бронева палуби за външните установки и само над горната палуба при средната.
Бойната рубка има дебелина на стените 406 мм, при 373 мм на челната и задната стени, 178-мм покрив и 100-мм под. Комуникационната тръба е защищена от 356-мм плочи. Директорите на главния и спомагателния калибри и вървящите към тях от цитаделата комуникационни тръби са прикрити от 37-мм броня. Останалите вертикални повърхности нямат защита. Но в конструкцията на корпуса, в качеството на обшивка, на много места е използвана стомана STS, която е малко по-слаба от хомогенната броня. Останалите части са направени от високоякостна стомана HTS (high-tensile steel).
С оглед на нарастващата заплаха от бомби и предполагаемите големи далечини на артилерийските дуели, при които снарядите най-често поразяват кораба в палубата, хоризонталното брониране е значително усилено, по сравнение с линкорите от времената на Първата световна война. Горната палуба, предназначена за активирането на взривателите на бомбите и снарядите има дебелина 37 мм и започва от стволовете на носовата кула на ГК. Към кърмата нейната дебелина намалява отначало до 25 мм, а след това до 19 мм. Главната бронирана палуба, опираща се върху горния край на броневия пояс, се състои от два слоя. Върху долния слой от 36-мм STS са положени плочи STS с дебелина 104 мм при борда и 91 мм в централната част. Под главната палуба е разположена противоосколъчна палуба – дебелина 16 мм по диаметралната плоскост и 19-мм при бордовете. В някои източници се казва, че в района на погребите на ГК тази палуба надебелява до 49,5 мм. Противоосколъчната палуба продължава зад кормовата траверса и над отделението на рулевите машини има дебелина от 152 мм. Палубата на рулевото отделение има дебелина 49 мм. Сумарно трите палуби дават 180 мм хоризонтална броня по диаметралната плоскост и 196 мм при бордовете. По диаметралната плоскост бронирането е намалено за сметка на брониране на палубите на надстройките – носовите платформи на нивото на покрива на бойната рубка и нейната среда имат дебелина 51 мм. Масата на горната палуба съставлява 1179,4 д. т, бронирането на решетките и капаците на люковете са още 50,7 д. т. Броневата палуба има маса 2671,8 д. т, плюс това за люковете и решетките – 154,3 д. т. Противоосколъчната – 1102,7 д. т, плюс 34,5 д. т съответно.
Противоторпедната защита (ПТЗ) е разчетена да противостои на взрив от 317-кг заряд ТНТ. Тя е със „слоест“ тип, с були и се състои по по-голямата част от дължината си от пет надлъжни прегради от мека корабостроителна стомана. Обшивката на була е с 16-мм дебелина, нататък вървят прегради с 9,5; 9,5; 16; 19 и 11-мм дебелина. Булите и двата външни отсека са празни, а двата вътрешни са запълнени с течности – нефт или вода, най-вътрешният също е празен. По краищата, в района на погребите, ПТЗ се състои от четири ешелона – кухина – течност – кухина – течност. В този район вътрешната преграда има дебелина 51 – 95 мм. Общото тегло на надлъжните прегради съставлява 1237,9 д. т. Максималната дълбочина на ПТЗ при мидъла, на половината газене, съставлява 5,64 м.
Анализът на опита от Първата световна война показва, че поставянето на прегради по диаметралната плоскост крие опасност от преобръщане при наводняване, за това се отказват от тях. При това е обърнато повишено внимание на системата за контранаводняване, за която се използват празните отсеци на ПТЗ. Под противоосколъчната палуба са поставени напречни водонепроницаеми прегради. Макар взривът под дъното да се смята за малковероятен, линкорите получават тройно дъно с височина 1,753 м. Долното пространство с височина 0,915 м е запълнено с вода, а горното, с височина 0,838 м, е сухо.
Според разчетите при едно торпедно попадение корабът трябва да получи крен от 7°, при който височината на броневия пояс над водата се съкращава до 0,03 м. За изравняването на крена е необходимо да се приемат 644 д. т вода, което увеличава газенето с 0,269 м.

### Силова установка
За компоновката на четириваловата силова установка е използвано ешелонно разположение – в четири автономни отсека се намират по един турбоагрегат и по два котела. Силовата установка има номинална мощност 115 хил. к.с., което при средна честоте на въртене на винтовете от 199 об/мин трябва да осигури проектната скорост от 27,5 възела. За два часа котлите могат да дадат налягане от 43,3 атм., което осигурява мощност от 121 000 к.с. По единия борд в отсек се намират два котела, по другия – турбозъбчат агрегат, въртящ собствен вал. Такава схема увеличава живучестта на СУ, за сметка на това, че всеки отсек е автономен и не губи работоспособност при торпедно попадение в съседния отсек. Обратната страна на използването на дадената схема става голямото разтегляне на отсеците по дължина, което води до необходимостта да се използват два комина. Също прекомерно дълги, несиметрични и тежки се получават валовете на винтовете. Независимо от предприетите усилия за статичното и динамичното балансиране на винтовете и валовете, корабите имат сериозни проблеми с надлъжната вибрация.
Първоначално е планирано да се поставят котли със средни параметри на парата. Но по настояване на началника на Инженерното бюро на флота, контраадмирал Харолд Дж. Боуен, са използвани високотемпературни котли с високо налягане, подобни на котлите на новите разрушители – с налягане на парата 40,43 атм. (600 psi) при 454,4°С (850°F), против 21 атм. и 300°С за крайцерите и 28 атм. и 342°С за самолетоносачите от типа „Ентърпрайз“, благодарение на което броя на котлите е съкратен до осем. Триколекторният котел тип „експрес“ на фирмата „Бабкок и Уилкокс“ има по два инжектора, два димохода и паропрегревател обикновен тип. Котлите имат система за точен контрол на прегряването на парата. При използването на термодвойки вместо живачни термометри се появява възможността да се регулира температурата на изхода с точност до един градус. Корпусът на котела е двуслоен, което позволява да се намали шумността му и да се подгрява въздуха на входа на дюзите. При използването на такава схема става ненужно изкуственото вентилиране на котелните помещениа и персонала в тях работи при нормално налягане. Във всеки отсек освен двата котела се намират и четири компресорни агрегата задвижвани от турбината.
Турбозъбчатия агрегат на фирмата „Дженерал Илектрик“ е снабден с турбини импулсен тип и се състои от единен блок с четири турбини. Турбината за високо налягане е съвместена с турбината за крайцерския ход. Турбината ниско налягане е съвместена в един корпус с турбината за заден ход с мощност 8000 к.с. Роторът на турбината за високо налягане има 12 степени на лопатките; максималната скорост на въртене на ротора съставлява 5905 об/мин. Турбината за ниско налягане има 6 степени с максимална скорост от 4937 об/мин, турбината за заден хода – 3 степени и 3299 об/мин.
На етапа на проектиране, за намаляването на оборотите от турбините към винта, са приети двустепенни планетарни редуктори. Тяхното използване става възможно благодарение на прогреса в технологиите през 1930-е години. Разглежданият вариант за едностепенен редуктор има по-големи габарити и тегло. А използването на турбоелектрическа силова установка, макар и да дава възможност за по-гъвкав избор на режими на работа и осигуряване на по-добра компоновка на установката, води до значителен ръст на нейната маса. При самолетоносачите от типа „Лексингтън“ нейната относителна маса съставя 35,03 кг/к.с. При новите линкори този параметър е подобрен до 27,21 кг/к.с., при обща маса на силовата установка от 3339 т.
При построяването вътрешните винтове са четирилопастни, а външните – три. Но при първите пробези на „Норт Керолайн“, през юни 1941 г., са открити сериозни проблеми. При достигането на мощност от 70 000 к.с. се появява силна надлъжна вибрация и изпитания се налага да бъдат прекратени при мощност 90 000 к.с. и скорости около 23 възела. Ситуацията изисква спешни мерки. Редица експерти препоръчват да се ограничи скоростта на новите кораби до 23 възела, но това би направило невъзможно тяхното използване съвместно със самолетоносачите. На 24 юни секретарят на флота Нокс предлага да се усилят фундаментите на турбоагрегатите, крепленията на валовете и да се намали диаметъра на винтовете. Ръководителят на тестовия басейн „Тейлър“, през юли 1941 г., на конференция във Филаделфия, предлага да се направят вътрешните винтове петлопастни, а външните – четири. На „Норт Керолайн“ са поставени външни четирилопастни винтове с диаметър 4,99 м, вместо предишните 5,26-метрови. На 3 август 1941 г. на изпитания корабът развива мощност от 123 850 к.с. при водоизместимост 44 400 д. т. През декември 1941 г., след замяната на четирите- и петлопастните винтове „Вашингтон“ развива 121 00 к.с. и при 195 оборота и показва скорост 25,9 възела с водоизместимост 42 000 д. т. Но тези мерки само частично решават проблема. Вибрацията при кърмовия далекомер все още е прекалено силна, и прави стрелбата невъзможна. Налага се да се направи допълнително укрепване на турбините, валовете и кърмовата надстройка и да се продължат експериментите с винтовете. Поради интензивното използване на линкорите работите се проточват и целият комплекс от работи по „Вашингтон“ е завършен едва към април 1944 г., по време на ремонта в корабостроителницата Пюджет Саунд. Но даже след всички тези мерки нивото на вибрации при скоростите от 17 до 20 възела се оценява като прекомерно.
Обикновено пълният запас от нефт 5550 д. т осигурява далечина на хода от 13 500 мили на 15 възела, 8640 на 20-е, 4925 на 25 и 3456 на 27 възела. При максималния теоретически възможен запас от 7554 д. т. тези цифри се увеличават до 18 375 (на 15 възела), 11 800 (20), 6700 (25), 4698 (27). При отработената практика за дозареждане в морето, това осигурява на новите линкори потресаваща автономност.
Напрежението в бордовата електромрежа с променлив ток съставлява 450 В. В отсеците на главните механизми има четри турбогенератора с мощност по 1250 кВт. Освен тях има и четири дизелгенератора по 850 кВт и два аварийни по 200 кВт. Дизелгенераторите са разположени в отделението под носовата надстройка и зад кърмовата кула на главния калибър.

## Проекти за следвоенна модернизация
През май 1954 г. корабостроителното бюро разработва план за модернизацията на линкорите от типа „Норт Керолайн“. Предлага се поставянето на двадесет и четири 76-мм 50-калибрени зенитни оръдия под управлението на шест директора Mark 56. Линкорът с водоизместимост 35 000 тона идеално подхожда за съпровождение на авионосните групи. Но скоростта от 27 възела е недостатъчна. Озвучени са предложения да се покачи максималната скорост на „Норт Керолайн“ с четири възела – до 31. Това би означавало поставянето на нова силова установка с мощност 240 000 к.с. При условие намаляване на водоизместимостта им за сметка на свалянето на бронираните плочи на външния главен пояс потребната мощност намалява до 216 000 к.с. Без оглед разходите за реактивацията на корабите, които престояват вече 10 години в резерва, ориентировъчната стойност на модернизацията би съставила $40 милиона.
Разчетите показват, че при условие снижаване на пълната водоизместимост до 41 200 тона потребната мощност съставлява 210 000 к.с. Енергетична установка, с подобна мощност (212 хил. к.с.), е поставена на линкорите от типа „Айова“. Тя е подходяща по тегло, но заема много по-голям обем. На „Норт Керолайн“ силовата установка заема обем 53,5×21,3×7,3 м, на „Айова“ – 78×22×7,9 м. Даже при условие снемане на третата кула на главния калибър такъй обем да се освободи е невъзможно. Към това и винтовете на „Айова“ имат диаметър 5,8 м. За да се поставят винтове с по-голям диаметър на „Норт Керолайн“ е необходимо изцяло да се престрои кърмовата част. Тези обстоятелства и финансовите съображения водят до отказ от проекта за модернизация.
Разглеждан е също и проект за модернизацията на „Норт Керолайн“ във вертолетоносач. Скоростта при това остава същата. Поставят се 16 76-мм оръдия в сдвоени установки. Снемат се всичките 406-мм и 127-мм оръдия. При това носовата кула се оставя за съхраняване на устойчивостта. Корабът ще може да носи 28 вертолета, 1880 морски пехотинеца, товар от 540 т и 760 000 л гориво. Срокът на служба би съставил 15 – 20 години при стойност на ежегодното обслужване $440 хил. Цената на самата модернизация се оценява на $30 790 000. Тази сума е по-голяма от стойността на построяване на специализиран вертолетоносач, за това от този проект за модернизация също се отказват.

## Представители на проекта
| Название                                      | Корабостроителница                         | Заложен             | Спуснат на вода | Приемане на въоръжение | Съдба                                              |
| --------------------------------------------- | ------------------------------------------ | ------------------- | --------------- | ---------------------- | -------------------------------------------------- |
| „Северна Каролина“ USS North Carolina (BB-55) | Ню Йоркска корабостроителница              | 27 октомври 1937 г. | 13 юни 1940 г.  | април 1941 г.          | снет от въоръжение през 1960 г., кораб-музей       |
| „Вашингтон“ USS Washington (BB-56)            | Корабостроителница на флота във Филаделфия | 14 юни 1938 г.      | 1 юни 1940 г.   | май 1941 г.            | снет от въоръжение през 1960 г., предаден за скрап |

## История на службата

### ВВ-55 „Норт Керолайн“
Поръчката за построяването на линкора „Норт Керолайн“ получава военноморската корабостроителница в Ню Йорк. Килът е заложен на 27 октомври 1937 г., спускането на вода се състои на 13 юни 1940 г. „Кръстница“ е Изабел Хоуей, дъщеря на губернатора на щата Северна Каролина. Поради проблеми с вибрациите се налага провеждането на замяната на винтовете. Изпитанията се проточват, а тъй като те се провеждат в залива на Ню Йорк, жителите на града ги гледат от брега, и линкорът получава прякора „шоубот“.
На 6 декември на него издига своя флаг командващия 6-а дивизия линкори контраадмирал Дж. У. Уилкокс. След нападението над Пърл Харбър „Норт Каролина“ е планирано да се изпрати в Тихия океан. Но до пролетта на 1942 г. линкорът се занимава с бойна подготовка в Атлантика и в Тихия океан пристига едва на 10 юни. Линкорът влиза в състава на прикритието на самолетоносача „Ентърпрайз“ (USS Enterprise (CV-6)). На 7 август съединението заедно със самолетоносачите „Уосп“ и „Саратога“ се занимава с прикритието на десанта на американските войски на Гуадалканал. На 24 август „Норт Керолайн“ заедно със съединението на „Ентърпрайз“ взема участие в битката с японските самолетоносачи – в сражението при Източните Соломонови острови. По време на боя линкорът подсигурява ПВО, предположително сваляйки при това от 7 до 14 самолета. На 15 септември 1942 г. американските самолетоносачи се занимават с прикритието на конвоя, доставящ подкрепления и припаси за Гуадалканал. Залп на японската подводница I-19 изпраща на дъното „Уосп“, а едно от торпедата удря „Норт Керолайн“. Линкорът отплава за Пърл Харбър, където се ремонтира до началото на следващата година.
През цялата 1943 г. линкорът прикрива войсковите конвои в източната и югоизточната части на Тихия океан. От март до април и през септември преминава ремонт и модернизация в Пърл Харбър. През ноември прикрива самолетоносача „Ентърпрайз“ при нанасянето на удара по островите Гилбърт. През декември влиза в охраната на самолетоносача „Бънкър Хил“ (USS Bunker Hill (CV-17)) по време на рейда над Кавиенгу в Нова Ирландия.
През януари 1944 г. влиза в състава на бързоходното авионосно съединение TF.58. Участва в операциите по превземането на островите Куаджалин, Намюр, Рои, Трук, Марианските острови, сражението във Филипинско море. След това взема участие във финалните битки в Тихия океан – превземането на Лейте, рейдовете против Формоза, островите Рюкю, Хоншу. Осъществява прикритие на десанта на Иво Джима и обстрелва крайбрежията на японските острови, спечелвайки за времето на войната 12 бойни звезди.
На 27 юни 1947 г. е изваден от бойния състав и е поставен в консервация в Ню Йорк. На 1 юни 1960 г. е изключен от списъците на флота и на 6 септември 1961 г. е предаден на щата Северна Каролина. От 29 април 1962 г. и понастоящем е мемориал в Уилмингтън.

### ВВ-56 „Вашингтон“
Поръчката за построяване на линейния кораб ВВ-56 е дадена на корабостроителницата на флота във Филаделфия. Залагането му е на 14 юни 1938 г. на слип №3. Спуснат е на вода на 1 юни 1940 г. „Кръстница“ на кораба става Вирджиния Маршал, потомка на първия главен съдия на САЩ – Маршал. Линкорът е укомплектован с екипаж на 15 май 1941 г. След няколко месеца учения влиза в състава на 6-а дивизия линкори на Атлантическия флот. След влизането на САЩ във войната „Вашингтон“ е прехвърлен в Скапа Флоу за усилване на британския флот. В прехода от Портланд, от 26 март до 4 април, участват „Вашингтон“, самолетоносача „Уосп“, крайцерите „Уичита“ и „Тъскалуса“. По време на прехода, на 27 март, на борда на „Вашингтон“ има инцидент – пада зад борда и загива командващия линейните сили на атлантическия флот адмирал Уилкокс. От 28 април до 5 май „Вашингтон“ влиза в далечното прикритие на арктическия конвой PQ-15. По време на похода получава повреди от взрива на дълбочинните бомби на потъващия разрушител „Паджаби“. Ремонтира се на вода в Хвал-Фьорде (Исландия). От 1 до 6 юли прикрива конвой PQ-17. От 21 юли до 23 август е на ремонт в Ню Йорк. Преминава в Тихия океан и на 15 септември е включен в състава на TF.17.
В нощта на 15 ноември, в състава на TF.64, приема участие в нощния бой при Гуадалканал. Американското съединение в състав „Вашингтон“, линкора „Саут Дакота“ и четири разрушителя се срещат в бой с японско съединение в състав линкор, четири крайцера и 9 разрушителя. „Вашингтон“ практически от упор разстрелва японския линкор „Киришима“, водейки огъня си по данни, получавани от радиолокационна станция.
В началото на 1943 г. „Вашингтон“ продължава да действа в района на Соломоновите острови. В периода юни-юли преминава ремонт в Пърл Харбър, след което е придаден към бързоходното авионосно съединение TF.58. В неговия състав, в края на 1944 г., взема участие в рейда над Маршаловите острови, обстрела над Науру. През януари 1944 г. бомбардира атолите Тароа и Куаджалин. На 1 февруари се сблъсква с линкора „Индиана“, ремонтът отнема 3 месеца.
През лятото на 1944 г., в състава на TF.58, участва в превземането на Марианските острови и сражението във Филипинско море. В края на войната участва в десанта на Иво Джима, рейда против японските острови, води обстрели на позиците на японците на Окинава. През юли 1945 г. преминава ремонт в корабостроителницата Пюджет Саунд и на 2 септември успява да участва в церемонията по подписването на капитулацията на Япония в Токийския залив.
На 17 октомври пристига във Филаделфия. В рамките на операцията „Вълшебно килимче“, в периода ноември-декември 1945 г., превозва от Великобритания 1664 демобилизирани военнослужещи. Всичко за времето на войната получава 13 бойни звезди. На 27 юни 1947 г. е изваден в резерва. На 1 юни 1960 г. е изключен от списъците на флота и на 24 май 1961 г. е продаден за скрап.
|  |  |  |

## Оценка на проекта
| Разчетни показатели за бронепробиваемост в мм по американска броня клас „A“ – борд / клас „B“ – палуба, на дистанция | Разчетни показатели за бронепробиваемост в мм по американска броня клас „A“ – борд / клас „B“ – палуба, на дистанция | Разчетни показатели за бронепробиваемост в мм по американска броня клас „A“ – борд / клас „B“ – палуба, на дистанция | Разчетни показатели за бронепробиваемост в мм по американска броня клас „A“ – борд / клас „B“ – палуба, на дистанция | Разчетни показатели за бронепробиваемост в мм по американска броня клас „A“ – борд / клас „B“ – палуба, на дистанция | Разчетни показатели за бронепробиваемост в мм по американска броня клас „A“ – борд / клас „B“ – палуба, на дистанция | Разчетни показатели за бронепробиваемост в мм по американска броня клас „A“ – борд / клас „B“ – палуба, на дистанция | Разчетни показатели за бронепробиваемост в мм по американска броня клас „A“ – борд / клас „B“ – палуба, на дистанция | Разчетни показатели за бронепробиваемост в мм по американска броня клас „A“ – борд / клас „B“ – палуба, на дистанция | Разчетни показатели за бронепробиваемост в мм по американска броня клас „A“ – борд / клас „B“ – палуба, на дистанция |
| Линкор | Оръдие | 0 км | 5 км | 10 км | 15 км | 20 км | 25 км | 30 км | 35 км |
| --- | --- | --- | --- | --- | --- | --- | --- | --- | --- |
| „Ришельо“ | 380 mm/45 Modèle 1935                                                                                                | 935 | 779/19 | 630/38 | 514/57 | 421/78 | 355/98 | 301/136 | 259/217 |
| „Кинг Джордж“ | 14″/45 Mk VII | 800 | 677/19 | 565/36 | 477/57 | 405/76 | 353/102 | 277/152 | 190/314 |
| „Вангард“ | 15″/42 Mk I/N | 866 | 728/20 | 604/39 | 507/60 | 428/82 | 368/115 | 280/180 | |
| „Бисмарк“ | 38 cm/47 SKC/34 | 894 | 747/18 | 622/35 | 518/53 | 431/69 | 356/89 | 293/129 | 240/195 |
| „Виторио Венето“ | 38,1 cm/50 Ansaldo 1934                                                                                              | 904 | 783/18 | 670/34 | 573/52 | 488/69 | 428/89 | 373/116 | 311/187 |
| „Норт Керолайн“ | 16″/45 Mk 6 | 770 | 661/23 | 560/49 | 479/73 | 413/102 | 354/139 | 296/243 | |

Линкорите от типа „Норт Керолайн“ стават първите американски линкори, построени след дългата „линкорна ваканция“. Цикълът на тяхното проектиране се оказва най-дългият, а броя на разгледаните варианти – най-голям в историята на американското линкоростроене. Първоначално линкорите се проектират според ограниченията на Лондонското морско съглашение – максимален калибър на оръдията не повече от 356 мм, максимална водоизместимост не повече от 35 000 дълги тона. След отказа на Япония да ратифицира договора отново влизат в сила условията на предходното съглашение от Вашингтон – 406 мм и 35 000 дълги тона. Възможната замяна на калибъра е изначално отчетена при проектирането, за това и прехода към 406-мм оръдия е относително безболезнен, обаче промяна в бронирането на този етап вече е невъзможно. Поради това линкорите от типа „Норт Керолайн“ се получават според американските мерки небалансирани – тяхната бронева защита не съответства на главния калибър на техните оръдия. Зоната на свободно маневриране против 356 мм оръдия лежи в диапазона от 100 до 154 кбт, обаче против 406-мм оръдия тя става съвсем неадекватна – ЗСМ се стеснява до диапазона 116 – 130 кабелтови.
В американския флот е приета концепцията за свръхтежък снаряд с относително ниска начална скорост. Американските теоретици считат, че в добрите метео условия на Тихия океан боевете ще се водят на големи дистанции, и, по такъв начин, снарядите трябва да поразяват палубите. В тези условия по-ефективен става тежкият и относително бавен снаряд. Той по-бързо се забавя и пада върху палубата под голям ъгъл, за сметка на което се повишава неговата бронепробиваемост. Снарядите на флотовете на европейските държави, по сравнение с американските, обладават по-малка маса и по-висока начална скорост. Това и дава по-добра бронепробиваемост по вертикална броня на малки дистанции, обаче те пробиват палубите значително по-зле. Системата за управление на артилерийското въоръжение е на високо ниво. След това, за годините на войната американците успяват да доработят артилерийските радари, СУАО им от много специалисти се признава за най-добрата в света. Американските линкори, снабдени с тежки снаряди, пробиващи палубите, и със съвършена СУАО, стават грозен противник за всеки един съвремен им линкор.
Американските линкори получават много мощна батарея от двадесет 127-мм универсални оръдия. В годините на Втората световна война артилерийските дуели между корабите стават рядкост. Самолетите, особено в Тихия океан, стават по-страшното оръжие. Много често американските линкори започват да се използват като основата на ордера за ПВО на авионосните съединения. за това добрата защитеност и мощната далекобойна батарея 127-мм оръдия стават голям плюс. Голямата им водоизместимост позволява вместо неудачните 28-мм „чикагски пиана“ да се разположат на линкорите многобройни 20-мм и 40-мм автомати. Ако се добави към това и постоянно усъвършенстващата се система за управление на артилерийския огън, то става понятно, защо зенитното въоръжение на американските линкори се счита за едно от най-добрите в света.
Противоторпедната защита на американските кораби е доста скромна. Нейната ефективност силно зависи от дълбочината – разстоянието от борда до вътрешната противоторпедна преграда. Дълбочината на ПТЗ по мидъла за „Норт Керолайн“ съставлява 5,64 м, което е повече отколкото 4,11 м на британския „Кинг Джордж V“. Въпреки това, тази величина значително отстъпва на 7 м на френския „Ришельо“ и на рекордните 7,57 м при италианския „Литорио“. Средните, ако и да не кажем посредствени, показатели на ПТЗ се явяват причината за това, че на 15 септември 1942 г. „Норт Керолайн“ е фактически изваден от строя в резултат на едно единствено торпедно попадение.
| Сравнителни ТТХ на линкорите постройка 1930—1940-те г. |                  |                      |                                 |                                 |                                 |
| характеристики                                         | „Норт Каролина“  | „Кинг Джордж V“      | „Бисмарк“                       | „Литорио“                       | „Ришельо“                       |
| Страна                                                 |                  |                      | Германска империя (1933 – 1945) |                                 |                                 |
| Водоизместимост, стандартна/пълна, т                   | 37 486/44 379    | 36 727/42 076        | 41 700/50 900                   | 40 724/45 236                   | 37 832/44 708                   |
| Артилерия на главния калибър                           | 3×3 – 406-мм/45  | 2×4, 1×2 – 356-мм/45 | 4×2 – 380-мм/47                 | 3×3 – 381-мм/50                 | 2×4 – 380-мм/45                 |
| Спомагателна артилерия                                 | 10×2 – 127-мм/38 | 8×2 – 133-мм/50      | 6×2 – 150-мм/55 8×2 – 105-мм/65 | 4×3 – 152-мм/55 12×1 – 90-мм/50 | 3×3 – 152-мм/55 6×2 – 100-мм/45 |
| Зенитна артилерия                                      | 4×4 – 28-мм      | 4×8 – 40-мм/40       | 8×2 – 37-мм 12×1 – 20-мм        | 8×2 и 4×1 – 37-мм 8×2 – 20-мм   | 4×2 – 37-мм 4×4 и 2×2 – 13,2-мм |
| Главен брониран пояс, мм                               | 305              | 356 – 381            | 320                             | 70 + 280                        | 330                             |
| Брониране на палубите, мм                              | 37 + 140         | 25 + 127…152         | 50…80 + 80…95                   | 45 + 90…162                     | 150…170 + 40                    |
| Брониране на кулите на главния калибър, мм             | 406 – 184        | 324 – 149            | 360 – 130                       | 350 – 150                       | 430 – 170                       |
| Брониране на бойната рубка, мм                         | 406 – 373        | 114 – 76             | 350 – 220                       | 260                             | 340                             |
| Енергетична установка, к.с.                            | 121 000          | 110 000              | 138 000                         | 130 000                         | 150 000                         |
| Максимална скорост, възела                             | 27,5             | 28,5                 | 29                              | 30                              | 31,5                            |

## Коментари
1. ↑  Зоната на свободно маневриране е зоната, в която защитата на кораба не се пробива от снарядите на вероятния противник. Близката граница на тази зона е минималната дистанция, на която снарядът още пробива главния броневи пояс на линкора. Бронепробиваемостта по вертикална броня с ръста на дистанцията пада. Намалява кинетичната енергия на снаряда. И расте ъгълът на падане върху вертикалния пояс, а съответно на него му е нужно да измине по-голямо разстояние в бронята, отколкото при хоризонтален удар. На всички дистанции по-малки от близката граница на ЗСМ снарядът пробива пояса, но с ръстта на ъгъла на падане снарядите все по-често започват да падат върху хоризонталната бронева палуба. С последващия ръст на ъгъла на падане на снаряда е необходимо да измине все по-малък път в бронята и, съответно, той може да пробие по-дебела палуба. Започвайки от определена дистанция снарядите пробиват палубата. Това е далечната граница на ЗСМ. На всички дистанции по-големи от нея снарядите пробиват палубата. Поради по-горе казаното става ясно, че зоната на свободно маневриране зависи както от снаряда, така и собствено от дебелината на бронята. За това при нейното определяне винаги има уточняване, какъв снаряд е взет при изчисленията. Тъй като дебелината на бронята и палубата в различните места е различна, то се отделят основна зона на свободно маневриране – според дебелината на главния бронепояс и на главната бронепалуба. По-рядко се срещат разчети за защитата на погребите на боезапаса и машинното отделение. При много кораби в тези зони дебелината както на хоризонталната, така и на вертикалната броня е увеличена, а съответно ЗСМ е по-широка, отколкото основната.
2. ↑  В източника няма уточнения според коя скала – по фаренхайт или целзий.
3. ↑  Разчетите на дистанциите са проведени според формулите FACEHARD и могат да се различават от табличните и реалните стойност за бронепробиваемост на оръдията. Снарядът прониква зад броневата преграда, съхранявайки способността си за детонация – взривателят е изправен, чашата на снаряда с ВВ не е разрушена.
4. ↑  Всички данни в таблицата са проектни.
5. ↑  В хода на бойните действия на всички линкори е значително усилена.